# Tours Bro-Erec'h
Les tours Bro-Erec'h également appelées porte prison se trouvent dans la ville d'Hennebont dans le centre-ville et constituent son cœur historique avec la basilique Notre-Dame-de-Paradis. Elles sont classées au titre des monuments historiques depuis le 10 juin 1916.

## Historique
Édifiées dans la seconde moitié du XIIIe siècle par le duc de Bretagne Jean Ier le Roux, les tours Broerec'h, ainsi que leurs remparts, subirent plusieurs sièges au début de la guerre de Cent Ans, notamment en 1342 durant la guerre de succession de Bretagne (épisode de Jeanne la Flamme).
Dès la fin du XVIe siècle, elles perdirent peu à peu leur rôle de défense. On combla les fossés et l'on construisit hors des murs.
Les tours Broerec'h servirent de prison à partir de 1644. Cette année-là, elles accueillent leurs premiers prisonniers : 46 Espagnols.
La « brigande » Marion du Faouët y aurait été enfermée au cours de l'année 1746, tout comme son amant, Hanvigen, arrêté puis emprisonné en 1743. Marion du Faouët réussit à soudoyer le geôlier Pierre Le Livec afin que son amant et ses complices puissent s'évader.
Un document de 1791 décrit la capacité d'accueil de la prison. Celle-ci peut contenir au total 199 personnes dont 7 personnes dans chacun des deux cachots.
Dans les années 1810, l'Empire procure à son tour des prisonniers : des bagnards envoyés de Brest pour creuser le canal du Blavet. La prison devient ensuite un centre de transfert pour les détenus de droit commun. L'usage de la prison devient de plus en plus faible et les tours Broerec'h sont transformées en musée à partir de 1910 et largement restaurées.

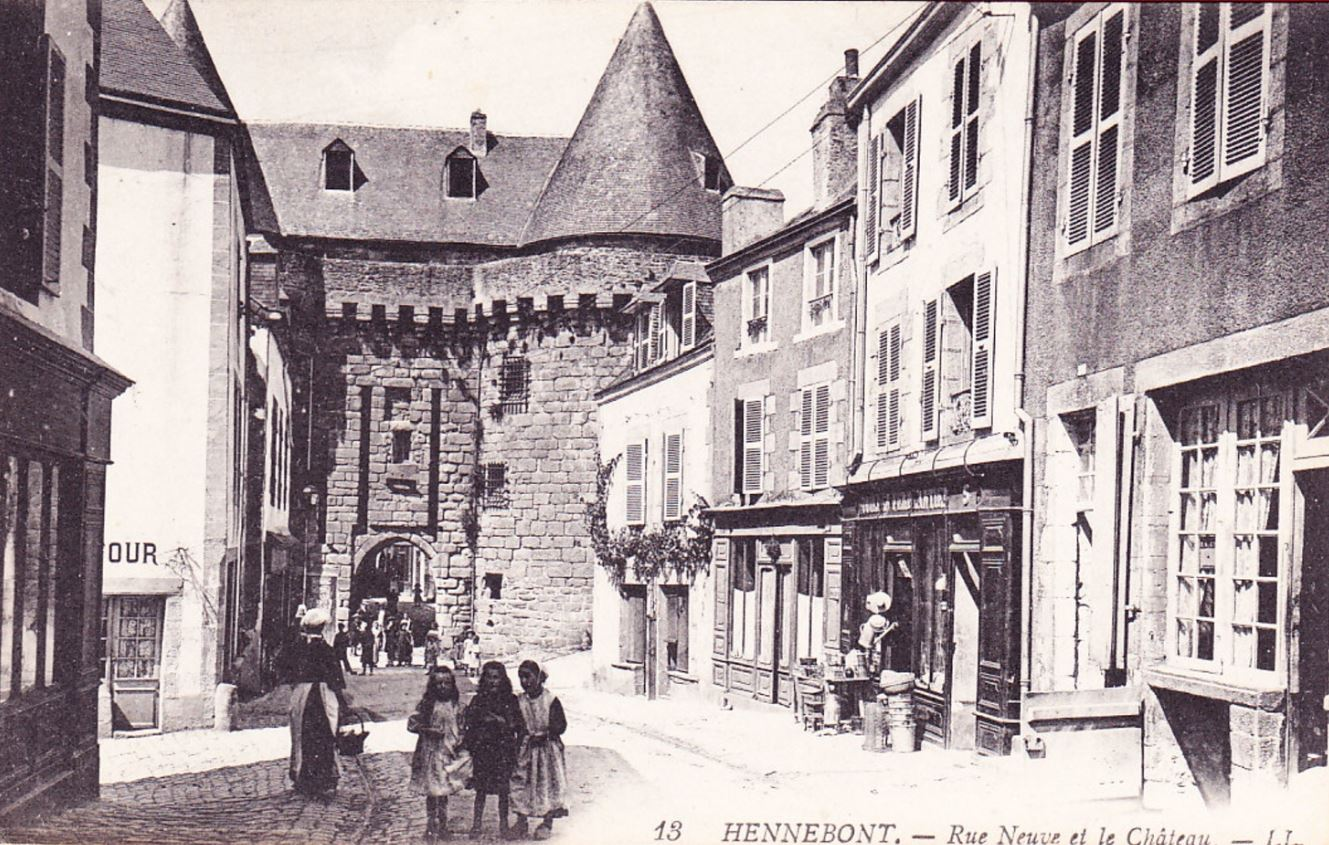
Les tours Broerec'h et la rue Neuve au début du XXe siècle.
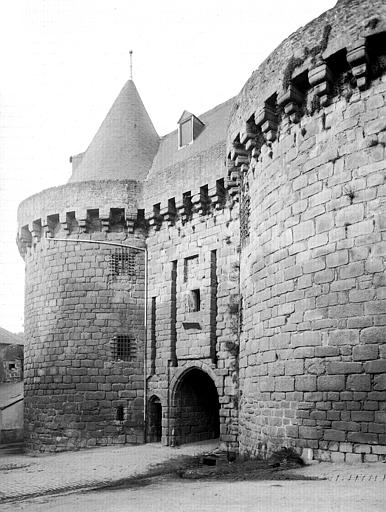
Porte et tours Prison avant 1886.

## Le musée
Les tours Bro-Erec'h accueillent un musée sur la culture bretonne depuis le Néolithique jusqu'à la Seconde Guerre mondiale et l'histoire de la ville d'Hennebont. Ce petit musée avait brûlé en 1944 lors du bombardement de la ville. Les meubles de bois actuels sont des acquisitions récentes de même que les objets et les vêtements. Au programme de ce petit musée des costumes bretons, de la faïence de Quimper, le Moyen Âge breton.

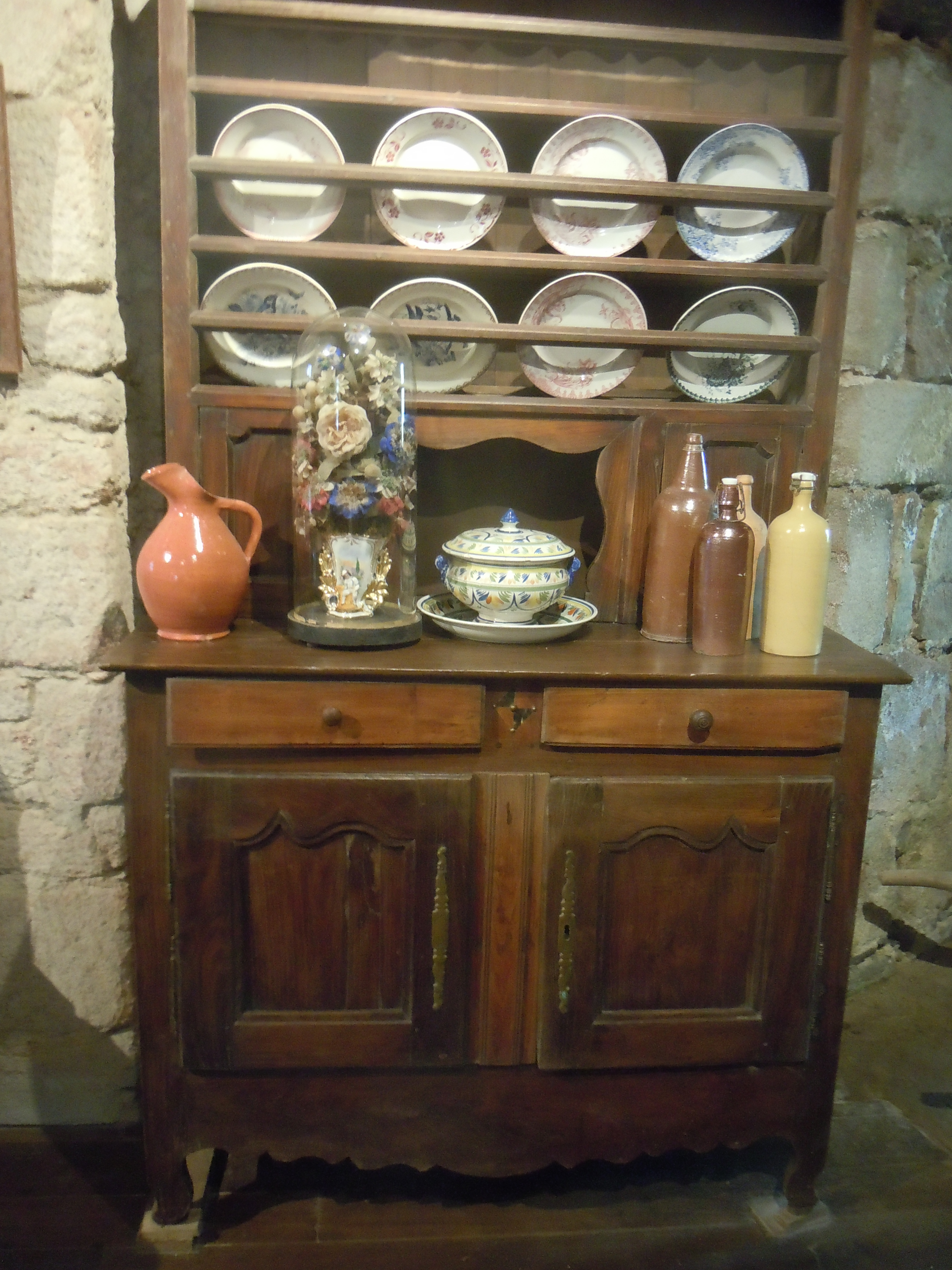
Buffet et vaisselier en exposition.
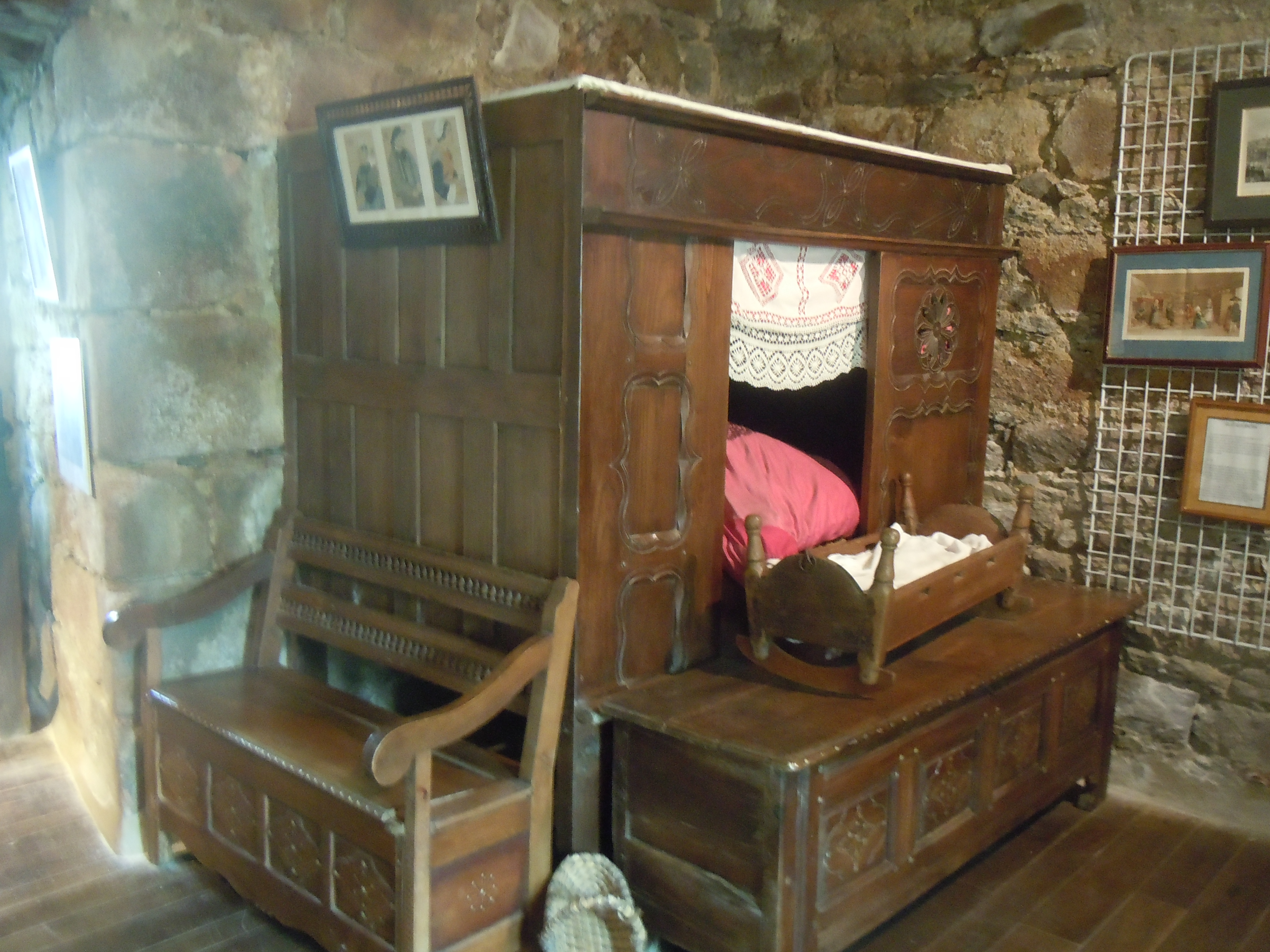
Lit-clos, banc-coffre, banc et berceau en exposition.